# Union progressiste le renouveau
Pour les articles homonymes, voir Union progressiste, UPR et UP.
L'Union Progressiste le Renouveau (abrégé en UPR) — anciennement Union progressiste (UP) — est un parti politique au Bénin dirigé par Joseph Djogbenou.
Aux élections législatives béninoises de 2019, le parti arrive premier en remportant 47 sièges sur 83 à l'Assemblée nationale. Il fait partie de la mouvance présidentielle de Patrice Talon avec le Bloc républicain, le seul autre parti de la même  chapelle politique présent à l'Assemblée nationale,.
La vice-présidente du Bénin, Mariam Chabi Talata, est membre du parti.
En juillet 2022, Bruno Amoussou prend sa retraite et cède la présidence de l’UP le Renouveau à Joseph Djogbenou. Nouveau nom du parti, anciennement appelé Union Progressiste, après sa fusion avec le Parti du renouveau démocratique.

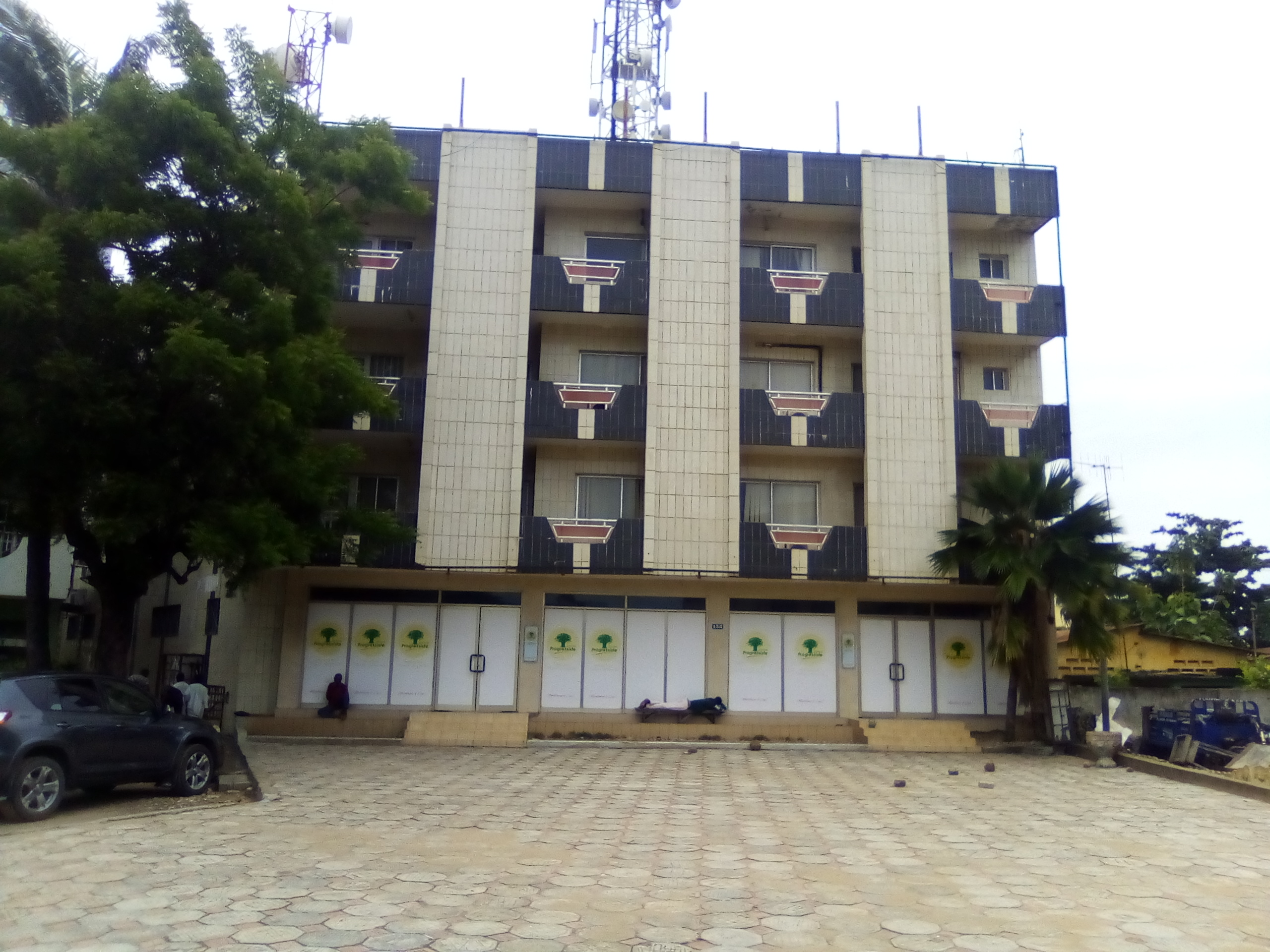
Siège national de l'union progressiste au Bénin

## Présidents
- 2019-2022 : Bruno Amoussou
- depuis 2022 : Joseph Djogbenou

## Résultats

### Élections législatives
| Année | Voix    | %     | Rang | Élus     | +/- |
| ----- | ------- | ----- | ---- | -------- | --- |
| 2019  |         |       | 1er  | 47 / 83  | Nv  |
| 2023  | 930 714 | 37,56 | 1er  | 53 / 109 | 6   |

### Élections municipales
| Année | Voix    | %     | Rang | Élus       |
| ----- | ------- | ----- | ---- | ---------- |
| 2020  | 994 602 | 39,97 | 1er  | 736 / 1815 |